# Кампу-Нову-ди-Рондония

Кампу-Нову-ди-Рондония на карте штата.

Кампу-Нову-ди-Рондония (порт. Campo Novo de Rondônia)  —  муниципалитет в Бразилии, входит в штат Рондония. Составная часть мезорегиона Мадейра-Гуапоре. Входит в экономико-статистический  микрорегион Порту-Велью. Население составляет 12 665 человек на 2010 год. Занимает площадь 3 442,01 км². Плотность населения — 3,68 чел./км².

## Демография
Согласно сведениям, собранным в ходе переписи 2010 г. Национальным институтом географии и статистики (IBGE), население муниципалитета составляет:
| Полное население                               | Полное население                               | Полное население                               | Полное население                               | 12 665 |
| ---------------------------------------------- | ---------------------------------------------- | ---------------------------------------------- | ---------------------------------------------- | ------ |
| в том числе:                                   | Городское население                            | 3 371                                          | Процент городского населения, %                | 26,62  |
|                                                | Сельское население                             | 9 294                                          | Процент сельского населения, %                 | 73,38  |
|                                                | Мужское население                              | 6 768                                          | Процент мужского населения, %                  | 53,44  |
|                                                | Женское население                              | 5 897                                          | Процент женского населения, %                  | 46,56  |
| Плотность населения, чел/км²                   | Плотность населения, чел/км²                   | Плотность населения, чел/км²                   | Плотность населения, чел/км²                   | 3,68   |
| Население муниципалитета в % к населению штата | Население муниципалитета в % к населению штата | Население муниципалитета в % к населению штата | Население муниципалитета в % к населению штата | 0,81   |

По данным оценки 2015 года население муниципалитета составляет 14 220 жителей.

## Важнейшие населенные пункты
| № | Населённый пункт       | Населённый пункт (порт.) | Категория | Население чел. (2010) | На карте                        |
| - | ---------------------- | ------------------------ | --------- | --------------------- | ------------------------------- |
| 1 | Кампу-Нову-ди-Рондония | Campo Novo de Rondônia   | город     | 3371                  | 10°34′14″ ю. ш. 63°37′13″ з. д. |
| 2 | Риу-Бранку             | Rio Branco               | поселок   | 438                   | 10°15′48″ ю. ш. 64°03′37″ з. д. |